# Oecophylla superba
Oecophylla superba é uma espécie de formiga do gênero Oecophylla, pertencente à subfamília Formicinae.